# Harmadlagos szektor
A szolgáltatási szektor, (tercier szektor, vagy harmadlagos szektor) egyike a fejlett gazdaságok három legfontosabb gazdasági ágazatának. Szolgáltatások a gyűjtőneve a szükségletek kielégítésére létrejött tevékenységek megnevezésének.

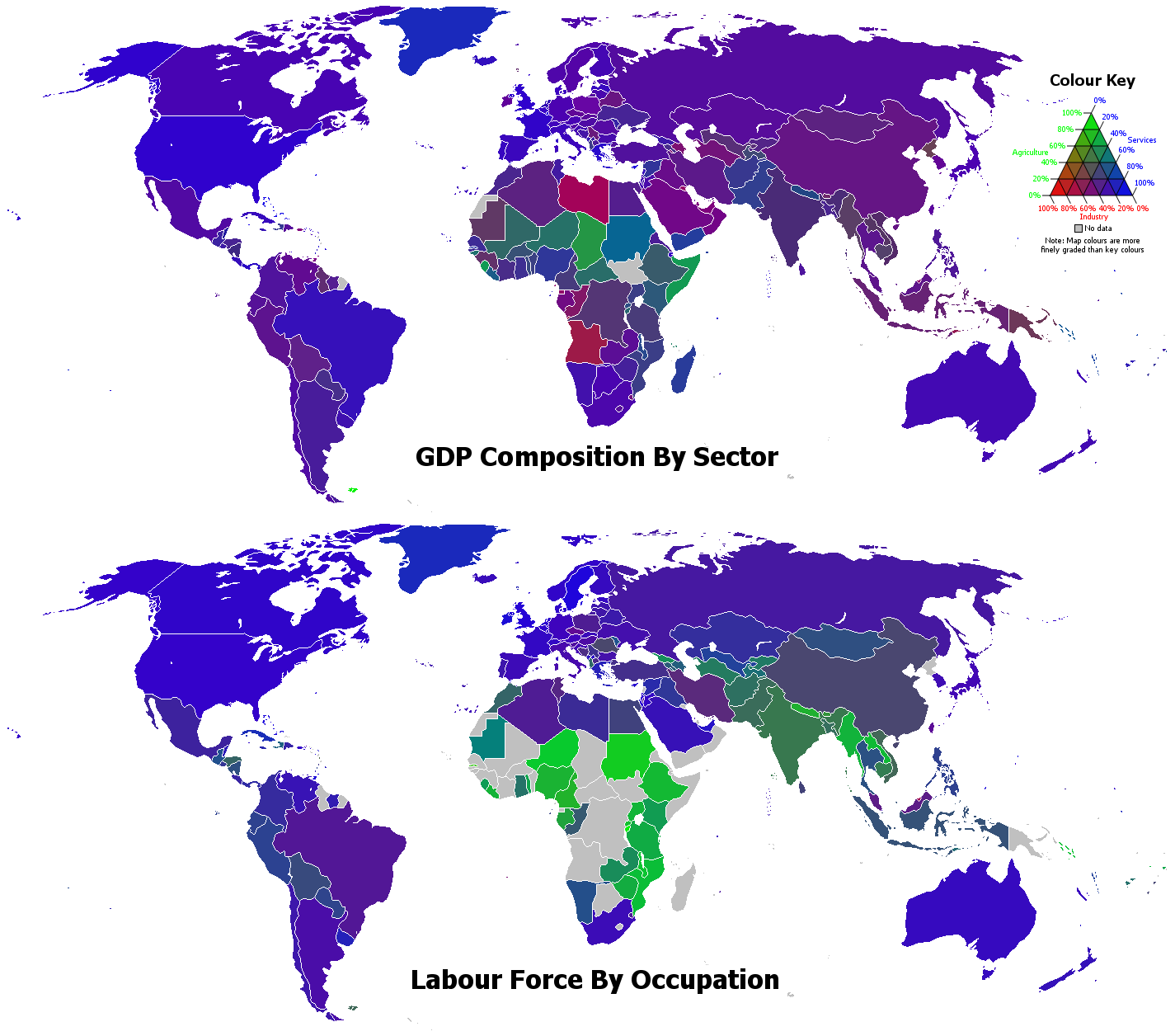
Kék színnel szolgáltatási szektor nagysága a GDP-ben és a munkaerő-foglalkoztatásban

A szolgáltatás olyan, kézzel nem fogható eredményű munkavégzés vagy jogosultság, mely annak fogadója, vagy élvezője számára értékkel bír, még ha feltétlenül nem is fizet érte. A szolgáltatás nyújtója általában ellenértéket (pénzt) vár el a szolgáltatásért cserébe, vagy amennyiben a szolgáltatás egy termékhez kapcsolódik (pl. javítás, karbantartás), úgy előfordulhat, hogy az ellenszolgáltatás már a termék árába volt beépítve.
A termelés és a szolgáltatás közti különbség a végtermék kézzel foghatóságában van. Míg egy szabó egy ruha elkészítésével termelést végez, ha a ruha elszakad, és visszaviszik javításra, akkor az már szolgáltatás. Amíg a termelés végeredménye  értékesíthető, fizikai tárgy, eszköz, vagy energiamennyiség, addig a szolgáltatás végeredménye az ügyfél állapota, amikor a szolgáltatás teljesül (pl. egy boldog ügyfél).

## Elterjedés
Míg a történelem kezdetén a munkavégzés szinte kizárólag a termékek előállítására szorítkozott (növénygyűjtés, vadászat, növénytermesztés és állattartás), idővel megjelentek a szolgáltatások (pl. sámánok, kereskedők stb.), és részarányuk nőtt a gazdasági tevékenységekre fordított erőforrások és az előállított érték szempontjából. Mára a termékek előállítása világviszonylatban alulmaradt a szolgáltatásokéhoz képest, a fejlett országokban pedig aránya meghaladja az értéktermelés 2/3-át.
Ezen kívül szorosan összefügg egy-egy település működésével. A kellő mértékben és minőségben kielégített szükségletek mellett a települési folyamatok (az élet) megfelelően zajlanak→, a település jól működik. A települési lakók együttélése zavartalan. Akár mennyiségében, akár minőségében kielégítetlen vagy nem időben kielégített szükségletek esetén a település életében zavarok keletkeznek.
A településellátás teljesen felöleli a különféle közüzemi, kommunális, egészségügyi kulturális, és üzleti szolgáltatásokat.
A településüzemeltetés a településellátáson belül egy szűkebb terület, mégpedig az a rész, amely a település ellátására, működtetésére létesített építmények, vezetékrendszerek, gépi bázisok, közüzemű jellegű működtetésével elégíti ki a települési népesség, valamint az ott működő intézmények termelő és szolgáltató  gazdasági alakulatok szükségleteit. A településüzemeltetés egy még szűkebb körét jelenti a kommunális ellátás, amely önkormányzati feladat.
Sem a településellátás, sem a településüzemeltetés köre nem tekinthető zártnak és állandónak.  A társadalmi-gazdasági környezet változása új szükségleteket teremthet, vagy meglévő szükségleteket válthat ki.
Példák a szolgáltatásokra
- biztosítás (biztosítók)
- orvoslás, egészségmegőrzés, rekreáció (egészségügyi intézmények)
- értékesítés (boltok, kis- és nagykereskedések)
- üzemeltetés, karbantartás, javítás
- lelki támasz (egyházak)
- tájékoztatás (média)
- szórakoztatás (színházak, televízió, rádió, internet, könyvkiadók)
- szállítmányozás (szállítmányozó cégek)
- gépkocsikölcsönzők
- fodrászok és kozmetikusok
- jogászok
- mérnökök
- tanácsadók (üzleti és ügyviteli tanácsadás)

## A szolgáltatások fajtái

### Alapszolgáltatások
Legismertebben az épülettel, lakással, ill. személyes tevékenységgel, munkával kapcsolatos alapszolgáltatások. 
- Közüzemi szolgáltatások

elektromos, ivó- és iparivíz-szolgáltatás, vezetékes gázszolgáltatás, vezetékes csatornaszolgáltatás, helyi energiaszolgáltatás  (közvilágítás)
- Kommunális szolgáltatások

Lakásgazdálkodás (önkormányzati és magán) távfűtés és melegvíz-szolgáltatás, köztisztaság, településtisztaság, parkosítás, kéményseprés, tüzeléstechnikai szolgáltatás, temetkezési, közutak fenntartása, szolgáltatás (pl.: parkolási), tűzvédelem. Pl. Magyarországon a hulladékgazdálkodási közszolgáltatás kötelező jelleggel igénybe veendő szolgáltatás.
- Közbiztonsági szolgáltatások

közrend védelme (rendőrség), honvédelem,
vagyonvédelem,
- Foglalkoztatási szolgáltatások (munkaügyi központok)
- Egészségügyi és szociális szolgáltatások

kórházi, szakorvosi, körzeti egészségügyi (háziorvos), fogorvosi ellátás és szociális ellátás. Pl. A munkáltató  foglalkozás-egészségügyi alapszolgáltatást biztosít valamennyi munkavállalója részére.
- Kulturális szolgáltatások

oktatás,  közművelődésügyi, tudományos, művészeti tevékenység, sport,
intézményen kívüli oktatás, mozi- és videovetítési szolgáltatás, egyéb kulturális szolgáltatás: (cirkusz)
- Igazgatási szolgáltatások

államhatalmi: (kormány, minisztériumok, önkormányzatok, jogszolgáltatás:  bíróság, ügyészség)
közösségi, közügyi szolgáltatások: képviselet (társasházi, lakossági képviselet, információs ügyfélszolgálat, önkormányzati, parlamenti képviselet)

### Kiegészítő szolgáltatások

#### Helyváltoztatási szolgáltatások
- Közlekedési szolgáltatások: személy- és áruszállítás, vezetékes továbbítás.

#### Pénzügyi szolgáltatások
- banki szolgáltatások

Bankszámlák nyitása, vezetése, értékpapírok kibocsátása, forgalmazása, vállalkozásokban való részvétel, tőkekihelyezés, kezességvállalás, bankgarancia, valutaváltás,  devizaszámla-vezetés, befektetési tanácsadás, bankári szaktanácsadás, hitelezés.
- ingatlanforgalmazás,

#### Postai és hírközlési szolgáltatások
- postai szolgáltatások:

küldeményforgalom: gyorspostaszolgálat, csomagfelvétel és -kézbesítés, levélpostai küldemények felvétele, kézbesítése, címzett és címzetlen nyomtatványok felvétele, kézbesítése, melyhez kiegészítő szolgáltatásként kérhető pl. postafiók, vagy csomagtárolás.
Pénzforgalom: készpénzutalási megbízások, utalványok felvétele, kifizetése, takarékszolgálat folyószámlanyitás. Kereskedelmi tevékenység: postai, pénzügyi értékcikkek árusítása, lottó, hírlap, kereskedelmi áruk forgalmazása, biztosítási tevékenység ellátása, (élet, lakás, gépkocsi), előfizetői hírlap kézbesítése, lakáskassza szerződés-kötések.
Hírközlési szolgáltatáshoz, pl. internet szolgáltatótól kérhető kiegészítő szolgáltatásként tűzfal szolgáltatás.

#### Turisztikai szolgáltatások
- Elszállásolás
- Vendéglátás
- Programszervezés